# Кровь и шоколад
«Кровь и шоколад» (англ. Blood and Chocolate, 2007) — художественный фильм, мистический романтический триллер режиссёра Кати фон Гарнье, экранизация одноимённого романа Аннет Куртис Клауз.

## Сюжет
Вивьен — обычная современная девушка-оборотень (Лугару). Она совершает большую глупость, влюбившись в смертного мужчину,тем более,вожак её стаи раз в 7 лет меняет жену,и очередная его невеста - это Вивьен.  И теперь она старается скрыть от человеческого мужчины свою сущность. Но какие-то тайны всегда обрекают любовь на провал, и в случае Вивьен вряд ли будет исключение. Обстоятельства складываются таким образом, что секрет юной девушки-волчицы может быть раскрыт. И есть только один шанс, чтобы тайное не стало для её избранника явным — пойти наперекор своим чувствам и расстаться с любимым человеком.

## В ролях
| Актёр            | Роль                     |
| ---------------- | ------------------------ |
| Оливье Мартинес  | Габриэль                 |
| Агнес Брукнер    | Вивьен Гандийон          |
| Хью Дэнси        | Эйден                    |
| Катя Риман       | Астрид                   |
| Брайан Дик       | Раф                      |
| Том Харпер       | Грегор                   |
| Крис Гир         | Ульф                     |
| Анатоль Таубман  | бармен                   |
| Ката Добо        | Беатриче                 |
| Мария Динулеску  | девушка в красном платье |
| Богдан Вода      | Альб                     |
| Санду Михай Груя | фармацевт                |

## Релиз
- Широкий прокат фильма в России начался 25 января 2007 года.
- Широкий прокат фильма в США начался 26 января 2007 года.

## Интересные факты
- С 1997 года, когда впервые прозвучало предложение экранизировать роман, к участию в проекте привлекались режиссёры Ларри Уильямс и его жена Лесли Либман, По-Чи Лёнг, Сандзи Сенака и Руперт Уэйнрайт. Катя фон Гарнье заключила контракт на участие в постановке фильма в январе 2005 года.
- Первый вариант сценария написал Кристофер Лэндон, отец которого Майкл Лэндон играл главную роль в фильме «Я был подростком-оборотнем» (I Was a Teenage Werewolf, 1957).
- Съёмки фильма проходили в Бухаресте — в том числе и потому, что фон Гарнье хотела снимать настоящих диких волков, которые по-прежнему водятся в румынских лесах, а не программно созданные виртуальные модели.[3]